# VIH / sida en Europe

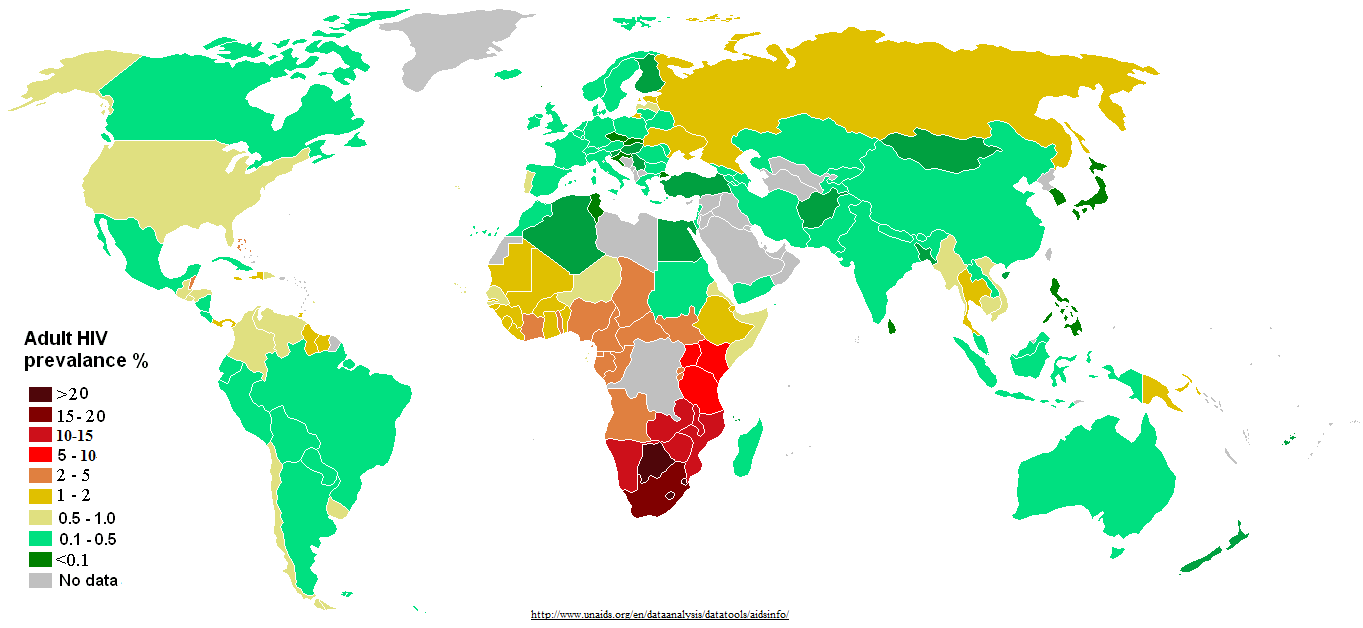
Prévalence estimée du VIH parmi les jeunes adultes (15-49 ans) par pays en 2011

Le VIH est présent en Europe depuis les années 1980. Plus de trois  millions de personnes vivent avec le VIH dans la région européenne (au sens de l'OMS). La région est marquée par d'importantes disparités entre l'ouest et l'est.

## Données statistiques
En 2024, on estime que 2,6 millions de personnes en Europe au sens de l'OMS (y compris la Russie, la Turquie, le Kazakhstan et les pays du Caucase) ont vu leur séropositivité diagnostiquée au cours des quatre dernières décennies. On estimait en 2022 que seulement 71 % des personnes vivant avec le VIH connaissaient leur statut, tandis que 870 000 personnes ignoraient leur séropositivité.
87 % des personnes diagnostiquées prenaient un traitement antirétroviral en 2022. Pour 90 % de ces personnes, le traitement assurait une suppression virale, qui rend négligeable le risque de transmettre le virus à leurs partenaires sexuels (voire nul lorsque la charge virale est indétectable).
En 2023, 112 883 personnes ont reçu un diagnostic établissant leur séropositivité au VIH dans la région Europe telle que définie par l'OMS. 
Les pays de l'Union européenne représentaient dans cet ensemble 24 731 nouvelles personnes diagnostiquées séropositives au VIH. Le Centre européen de prévention et de contrôle des maladies estime qu'une personne sur dix vivant avec le VIH dans l'Union européenne ignore son statut sérologique. Au cours de l'année 2022, une personne sur six vivant avec le VIH avait de surcroît évité des services de santé par crainte de la stigmatisation.

## Disparités régionales en Europe
La situation est marquée par d'importantes disparités entre les régions de l'Europe au sens de l'OMS : 69 % des nouveaux diagnostics en 2023 concernaient l'Europe de l'Est (8 239 nouvelles infections diagnostiquées), 24 % l'Europe de l'Ouest (27 043 nouvelles infections diagnostiquées) et 7 % l'Europe centrale (8 945 nouvelles infections diagnostiquées). Les pays de l'Union européenne représentaient un peu moins de 25 000 de ces nouveaux diagnostics. L'incidence des nouveaux diagnostics varie de 37,9 pour 100 000 personnes en Russie ou 31,7 en Ukraine, à 2,1 diagnostics pour 100 000 personnes en Autriche ou en Slovénie. Dans les pays de l'ouest de l'Europe, où l'incidence des nouveaux diagnostics est en moyenne de 6,2 %, les personnes nées dans un autre pays que celui où le diagnostic était effectué représentaient près de sept diagnostics sur 10.
De surcroît, les diagnostics effectués au stade SIDA représentaient respectivement 0,6 % et 0,4 % des diagnostics dans l'ouest et le centre de l'Europe (au sens de l'OMS), contre 4,9 % dans l'est. Dans l'ensemble de la région, plus de la moitié des personnes étaient diagnostiquées à un stade tardif de l'infection.
Enfin, les modes de transmission varient en fonction des régions de l'Europe : les transmissions liées à l'injection de drogues représentent 18,4 % des infections dans l'est de la région, contre 2 à 3 % à l'ouest et au centre de la région. Il s'agit cependant dans l'est de la région du plus bas taux jamais constaté, confirmant le recul relatif de ce mode de transmission, tandis que les transmissions lors de rapports sexuels entre hommes ont plus que doublé dans la dernière décennie (tout en ne représentant que 3,4 % des diagnostics dans cette région de l'Europe, les rapports hétérosexuels restant le principal mode de transmission).